# درود بر مریم (فیلم ۱۹۸۴)
«درود بر مریم مقدس» (انگلیسی: Ave Maria (1984 film)) یک فیلم است که در سال ۱۹۸۴ منتشر شد. از بازیگران آن می‌توان به آنا کارینا و ایزابل پاسکو اشاره کرد.